# Christopher Yoo
Pour les articles homonymes, voir Yoo.
Christopher Woojin Yoo est un joueur d'échecs américain né le 19 décembre 2006 à Fremont (Californie), grand maître international depuis 2022.
Au 1er mai 2022, il est le 32e joueur américain et le 30e junior mondial (moins de 20 ans) avec un classement Elo de 2 535 points.

## Biographie et carrière
En septembre 2021, Christopher Yoo remporta le tournoi du Labor Day de Charlotte avec 6,5 points sur 9.
Le 14 décembre 2021, quelques jours avant son quinzième anniversaire, pendant le Mémorial Edward Lasker (championnat du Marshall Chess Club), Yoo atteint un classement Elo de 2 500 points, qui lui permet d'obtenir le titre de grand maître international. Le même mois, en décembre 2021, il finit 1er-3e (troisième au départage) du Charlotte Open avec 6,5 points sur 9.
Qualifié pour la Coupe du monde d'échecs 2023 à Bakou, Yoo est absent pour disputer son match de premier tour à cause de problèmes de transport.
Aux championnats des États-Unis 2024 à Saint-Louis, après sa 5ème ronde perdue contre Fabiano Caruana, il est disqualifié pour avoir frappé une journaliste par derrière alors qu'il quittait les lieux. Son score au tournoi a été annulé et il a été banni par l'organisateur, le St. Louis Chess Club. Il a été accusé d'agression et arrêté. Sa licence a été suspendue par US Chess pendant un an. Yoo s'est plus tard excusé et a expliqué avoir perdu son sang-froid à la suite de sa défaite.
En mai 2025, Yoo est à nouveau suspendu par la FIDE pendant 60 jours pour une enquête à propos de nouvelles accusations d'harcèlement. La plaignante s'est prononcée publiquement et a accusé Yoo de l'avoir harcelée à plusieurs reprises durant le festival Grenke Chess en 2024 où il l'aurait suivie jusqu'à sa chambre d'hôtel et aurait tenté d'y entrer en se faisant passer pour un membre du personnel.